# Grasmeeldauw
De grasmeeldauw (Erysiphe graminis, synoniem: Blumeria graminis) (teleomorfe fase) is een echte meeldauw, die granen en grassen aantast. De anamorfe fase wordt Oidium monilioides of Oidium tritici genoemd. Naar aanleiding van moleculaire studies is in 1975 Erysiphe graminis afgezonderd van het geslacht Erysiphe en kreeg het een eigen geslacht Blumeria, maar de naam Erysiphe graminis wordt nog veel gebruikt.
Er zijn vele soortspecifieke vormen (forma specialis, afgekort f. sp.), zoals:
- Erysiphe graminis f.sp. tritici bij gewone tarwe
- Erysiphe graminis f.sp. hordei bij gerst
- Erysiphe graminis f.sp. secalis bij rogge
- Erysiphe graminis f.sp. avenae bij haver
- Erysiphe graminis f.sp. poae bij veldbeemdgras

Het mycelium kan bijna de gehele plant bedekken, maar komt vooral voor op de bovenzijde van het blad. Het vruchtlichaam (ascocarp) is donkerbruin en bolrond met draderige aanhangsels. De asci zijn langwerpig en bevatten geen Fibrosine-lichaampjes. De doorschijnende, ellipsvormige ascosporen zijn 20–30 × 10–13 µm groot. De 32–44 × 12–15 µm grote conidiosporen zijn ovaal tot cilindrisch en zitten aaneengeregen op doorschijnende conidioforen. De haustoria zijn handvormig.
Erysiphe graminis infecteert de plant vooral onder droge en warme omstandigheden.

## Levenscyclus
Erysiphe graminis f.sp. tritici overwintert als cleistothecia in dode plantenresten. In milde winters kunnen de conidiën ook overleven op levende planten. Ascosporen en conidiën worden door de wind verspreid en kiemen bij een hoge relatieve luchtvochtigheid op een geschikte waardplant. De schimmel groeit het beste bij warm, droog, bewolkt weer. Conidiën geven voor het herkennen van de waardplant eiwitten of anionen af al voordat de kieming begint. Zowel ascosporen als conidiosporen vormen tijdens de kieming een kiemhyfe. Binnen de minuut herkent het conidium de waardplant en wordt de groeirichting van de kiemhyfe bepaald. Vervolgens wordt er een appressorium gevormd en begint de infectie.  Na de infectie worden er haustoria in de plantencellen gevormd en begint de myceliumgroei aan de buitenkant van het blad. Gedurende het groeiseizoen worden om de 7 - 10 dagen nieuwe conidia gevormd, die voor nieuwe infecties zorgen.

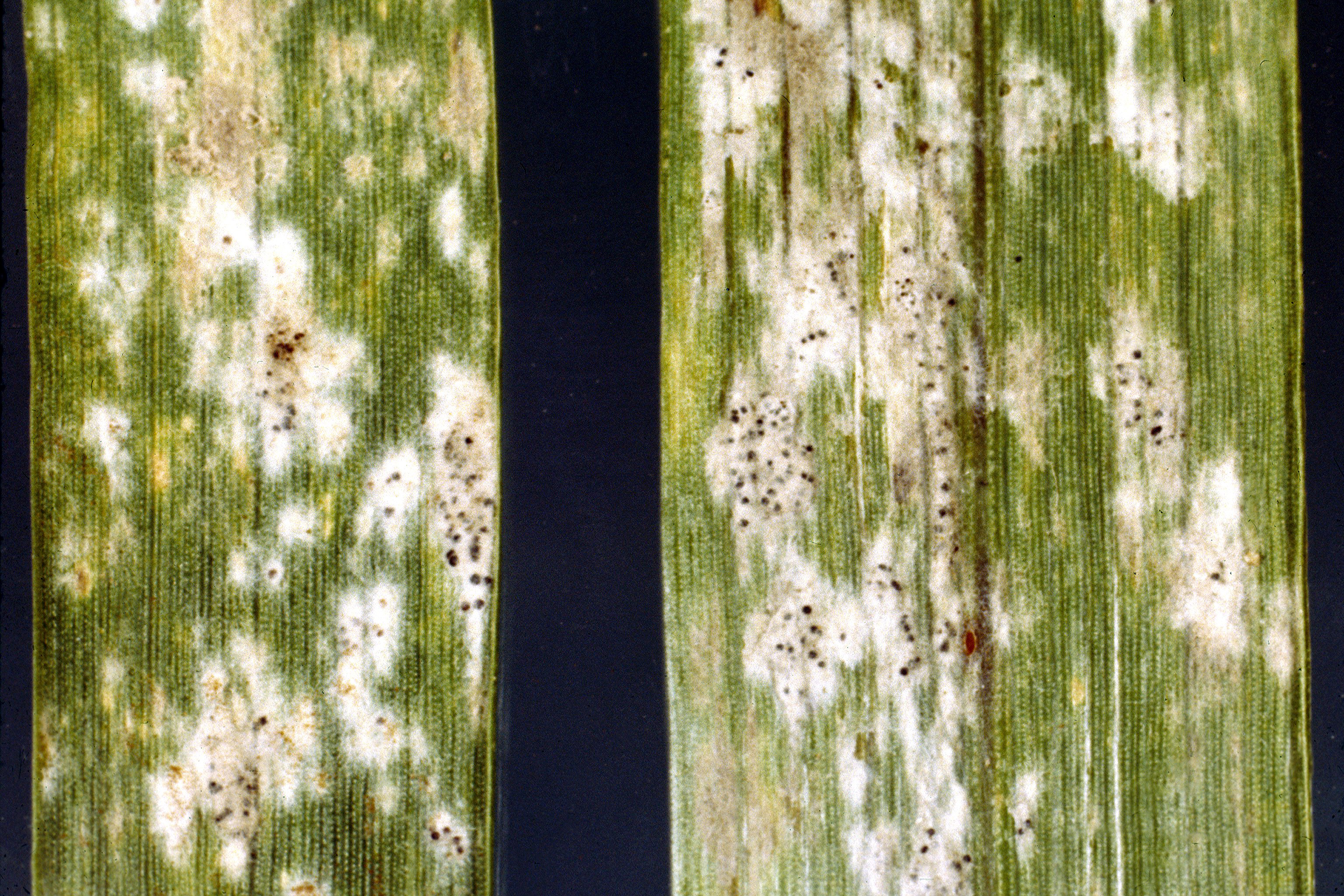
Cleistotheciën
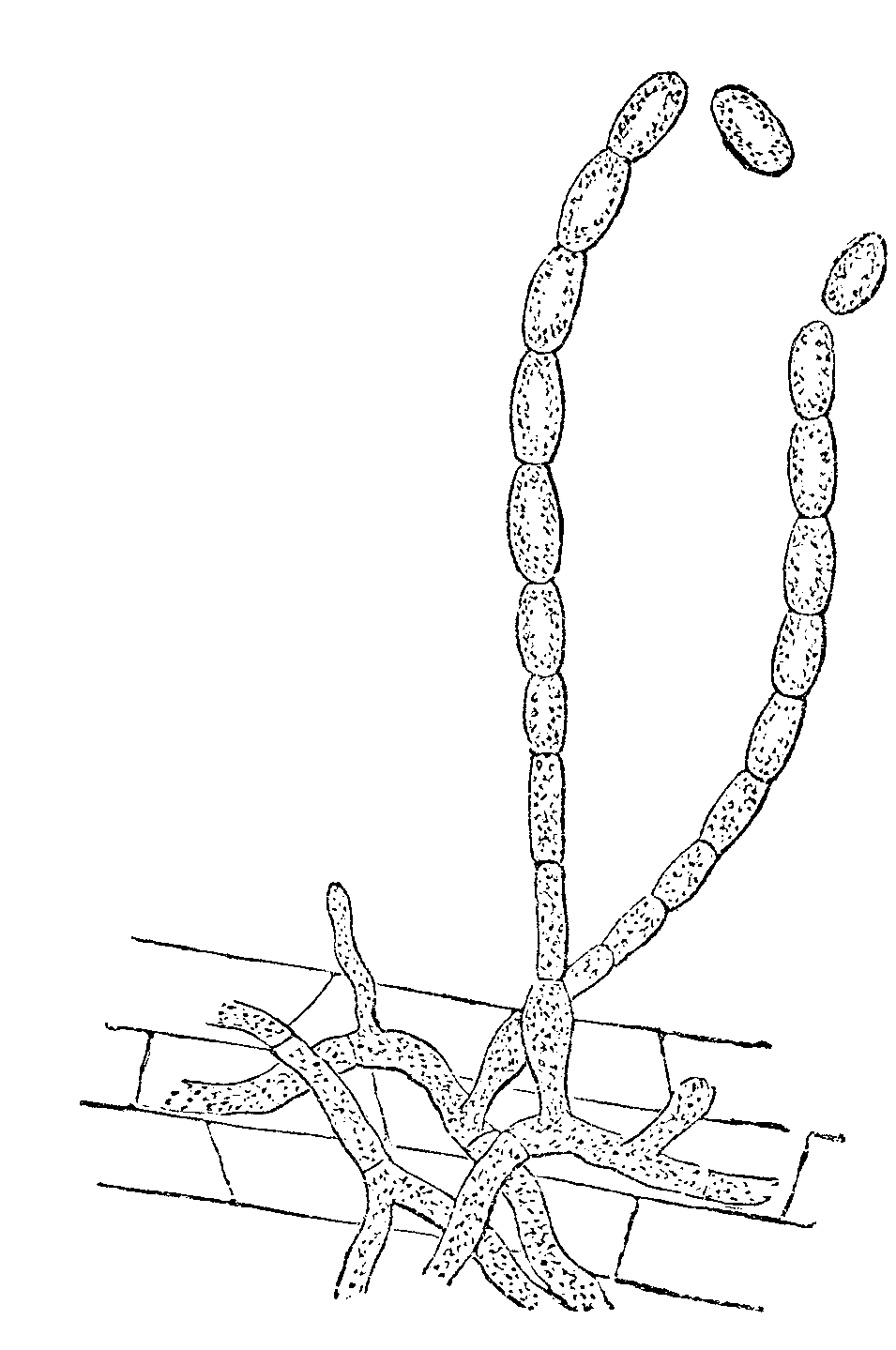
Conidiofoor met conidiosporen
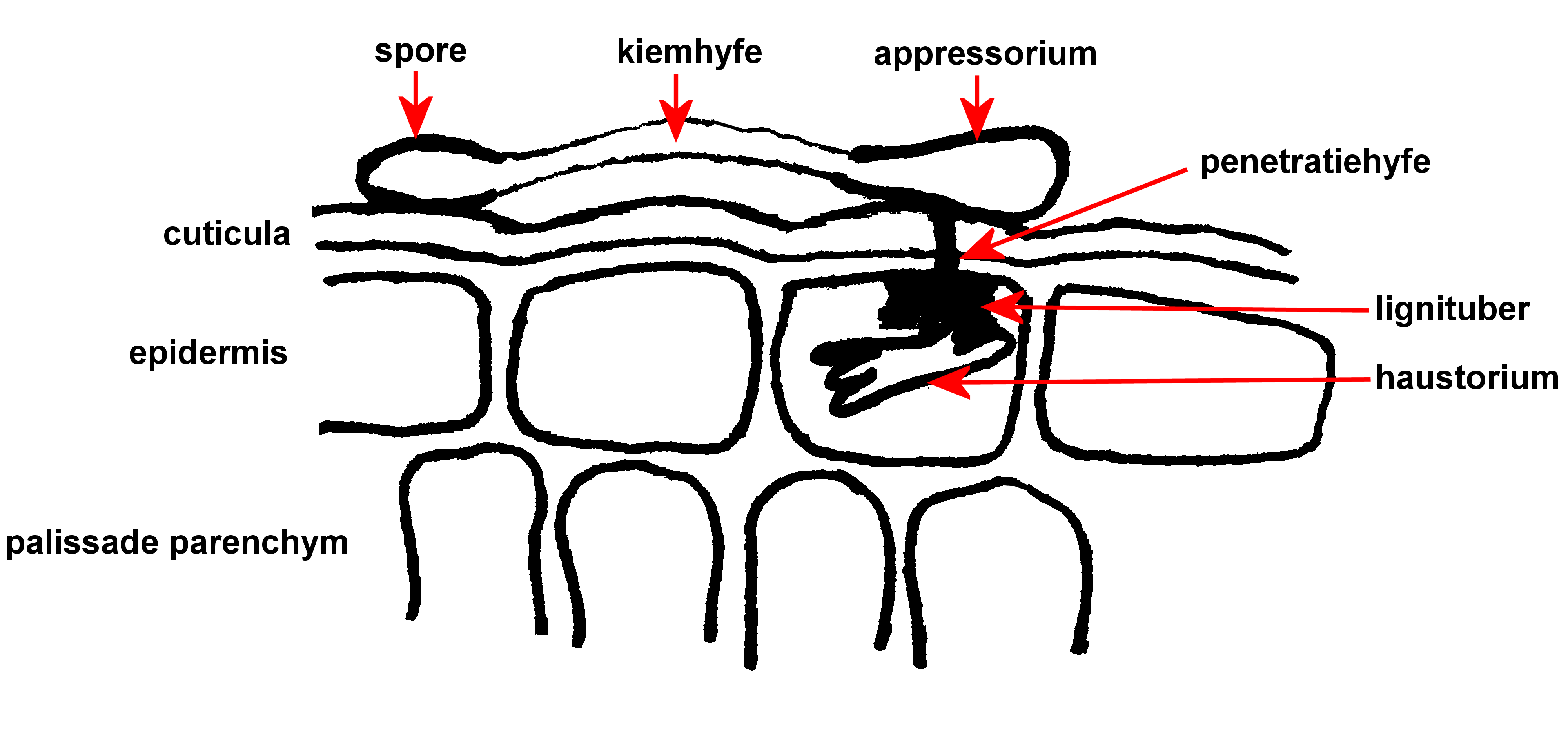
Kieming en penetratie

## Genetische achtergrond
Het genoom van Erysiphe graminis f.sp. tritici heeft met 90 % springende genen de meeste repetitieve sequenties (repeats). Repetitieve sequenties zijn stukjes DNA of RNA, die in meerdere kopieën in het genoom voorkomen. Het genoom omvat 6540 genen, vergelijkbaar met gisten, maar minder dan genomen van andere schimmels. De analyse van deze genen laat een vergelijkbaar patroon zien met die van andere, obligaat biotrofe (kunnen alleen groeien op levende planten) schimmels.

## Resistentie
Bij Erysiphe graminis komen naast formae specialis ook veel fysio's voor. De resistentie van een ras hangt af van het aanwezige fysio. Bij zeer goed resistente rassen is geen aantasting te zien. Bij iets minder resistente rassen is er sprake van een overgevoeligheidsreactie, waarbij het plantenweefsel snel afsterft en necrotische vlekken ontstaan. Hierbij is er weinig schimmel te zien. In het genoom van gewone tarwe zitten ten minste 25 resistentiegenen tegen Erysiphe graminis f.sp. tritici, maar door de grote genetische variatie in Erysiphe graminis f.sp. tritici wordt een gen-om-gen resistentie gemakkelijk doorbroken.